# Emperial Live Ceremony
Emperial Live Ceremony è un album dal vivo del gruppo musicale norvegese Emperor, pubblicato nel 2000.

## Tracce
CD
1. Curse You All Men! – 5:43
2. Thus Spake the Nightspirit – 4:25
3. I Am the Black Wizards – 5:34
4. An Elegy of Icaros – 6:11
5. With Strength I Burn – 7:48
6. Sworn – 4:31
7. Night of the Graveless Souls – 3:10
8. Inno a Satana – 5:07
9. Ye Entrancemperium – 6:09

Bonus track VHS/DVD
1. The Loss and Curse of Reverence (1996 video) – 6:10

## Formazione
- Ihsahn – chitarre, voce
- Samoth – chitarre
- Trym – batteria, percussioni
- Tyr – basso
- Charmand Grimloch - tastiere